# 變化球

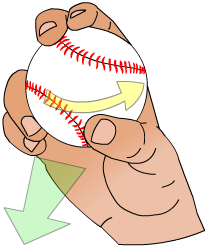
滑球的常見握法

變化球（英語：breaking ball），是棒球中的一種球路，它不像快速球（fastball），會產生不同方向、速度上的變化都可通稱為變化球。曲球、彈指曲球、滑球、滑曲球、螺旋球都是變化球。正常情况下，变化球的球速比速球要慢很多，投捕搭檔會依打者的擊球特性，在快速球之間穿插變化球，以擾亂打者，使打者不易擊到球。